# Peristil
Peristil (grč. περιστύλιον) (arhit.) je slobodan prostor, okružen stubovima i natkriven; predvorje ili hodnik sa stubovima.
U Hrvatskoj je najpoznatiji primjer splitski Peristil, trg ispred prvostolnice Sv. Dujma u Starom gradu u Splitu.

## Vanjske poveznice
|  | Zajednički poslužitelj ima još gradiva o temi Peristil |

- https://visitsplit.com/hr/528/peristil